# Saison 1 de The Shield
Chronologie
Saison 2 de The Shield
Cet article présente le guide de la première saison de la série télévisée The Shield.

## Distribution

### Acteurs principaux
- Michael Chiklis (VF : Patrick Floersheim) : Vic Mackey
- Benito Martinez (VF : Stéphane Bazin) : David Aceveda
- CCH Pounder (VF : Michèle Bardollet) : Claudette Wyms
- Catherine Dent (VF : Véronique Augereau) : Danielle « Danny » Sofer
- Walton Goggins (VF : Mathias Kozlowski) : Shane Vendrell
- Michael Jace (VF : Daniel Lobé) : Julian Lowe
- Kenneth Johnson (VF : Damien Boisseau) : Curtis « Lemonhead » Lemansky
- Jay Karnes (VF : Cyril Artaux) : Holland « Dutch » Wagenbach
- Cathy Cahlin Ryan (VF : Véronique Borgias) : Corrine Mackey
- David Rees Snell (VF : Arnaud Arbessier) : Ronald « Ronnie » Gardocki

### Invités
- Reed Diamond (V. F. : Boris Rehlinger) : Inspecteur Terry Crowley
- John Diehl (V. F. : José Luccioni) : Chef-adjoint Ben Gilroy
- Cathy Cahlin Ryan(V. F. : Véronique Borgias) : Corrine Mackey, femme de Vic Mackey
- Autumn Chiklis (V. F. : Adeline Chetail) : Cassidy Mackey, fille aînée de Vic Mackey
- Jack Weber : Matthew Mackey, fils de Vic
- Jamie Brown (V. F. : Sybille Tureau) : Connie Reisler, prostituée, informatrice de Vic Mackey
- Camillia Sanes (V. F. : Brigitte Virtudes) : Aurora Aceveda, femme de David Aceveda
- Sticky Fingaz (V.F : Gilles Morvan) : Kern Little, rappeur, fondateur des One-Niners
- Kurt Sutter : Margos Dezerian, mafieux arménien

## Épisodes

### Épisode 1:Règlement de comptes
- États-Unis : 12 mars 2002 sur FX
- France : 23 novembre 2003 sur Jimmy

- Yancey Arias : José Garcia

### Épisode 2:Los Magnificos
- États-Unis : 19 mars 2002 sur FX
- France : 23 novembre 2003 sur Jimmy

L'épisode commence là où le premier se termine
- on y voit tout le commissariat de Fargmiton réunit près de l'hôpital où a été transporté Terry, l'agent infiltré que Mackey a exécuté. Aceveda se doute de la culpabilité de Mackey et met tous les moyens nécessaires pour le faire tomber. Dutch et Claudette eux enquêtent sur le meurtre d'un vendeur ambulant qui ressemblerait bien à une prise de territoire entre gangs.

### Épisode 3:Coup de balai
- États-Unis : 26 mars 2002 sur FX
- France : 30 novembre 2003 sur Jimmy

### Épisode 4:La Guerre des rappeurs
- États-Unis : 2 avril 2002 sur FX
- France : 30 novembre 2003 sur Jimmy

### Épisode 5:Deux Kilos
- États-Unis : 2 avril 2002 sur FX
- France : 7 décembre 2003 sur Jimmy

### Épisode 6:Le Prédateur
- États-Unis : 16 avril 2002 sur FX
- France : 7 décembre 2003 sur Jimmy

### Épisode 7:Le Gang de la vengeance
- États-Unis : 23 avril 2002 sur FX
- France : 14 décembre 2003 sur Jimmy

### Épisode 8:La Faute à Cupidon
- États-Unis : 30 avril 2002 sur FX
- France : 14 décembre 2002 sur Jimmy

### Épisode 9:Erreur sur la cible
- États-Unis: 7 mai 2002 sur FX
- France : 21 décembre 2003 sur Jimmy

### Épisode 10:Chasseur de démons
- États-Unis : 14 mai 2002 sur FX
- France : 21 décembre 2003 sur Jimmy

- Jamie Brown (Connie)
- Michael Kelly (Sean Taylor)

### Épisode 11:Grandeur et décadence
- États-Unis : 21 mai 2002 sur FX
- France : 28 décembre 2003 sur Jimmy

- Histoire : James Manos, Jr.
- Adaptation : Kevin Arkadie et Glen Mazzara

- Sticky Fingaz (Kern Little)

### Épisode 12:Délit de fuite -1repartie
- États-Unis : 28 mai 2002

Ben Gilroy est impliqué dans un accident de la route avec délit de fuite et demande l'aide de Vic pour étouffer l'affaire. En parallèle, un des quartiers de Farmington s'embrase à la suite d'un double assassinat où la police a mis plus d'une heure pour venir secourir les victimes.

### Épisode 13:Tueurs de flics -2epartie
- États-Unis : 4 juin 2002